# Miguel Lahera
Artikeln följer den spanska namnseden; faderns efternamn är Lahera och moderns efternamn Betancourt.
Miguel Lahera Betancourt, född den 24 januari 1985 i Havanna, är en kubansk basebollspelare som tog silver för Kuba vid olympiska sommarspelen 2008 i Peking.
Lahera representerade Kuba vid World Baseball Classic 2009 och 2017. 2009 spelade han en match och hade en earned run average (ERA) på 0,00 och inga strikeouts och 2017 spelade han tre matcher, varav han förlorade en, och hade en save. Hans ERA var även denna gång 0,00 och han hade fem strikeouts.